# غاز آندی
غازآندی (نام علمی: Chloephaga melanoptera) نام یک گونه از زیرخانواده تنجه‌ایان است.